# Будинок Одеського відділення Імператорського Російського технічного товариства

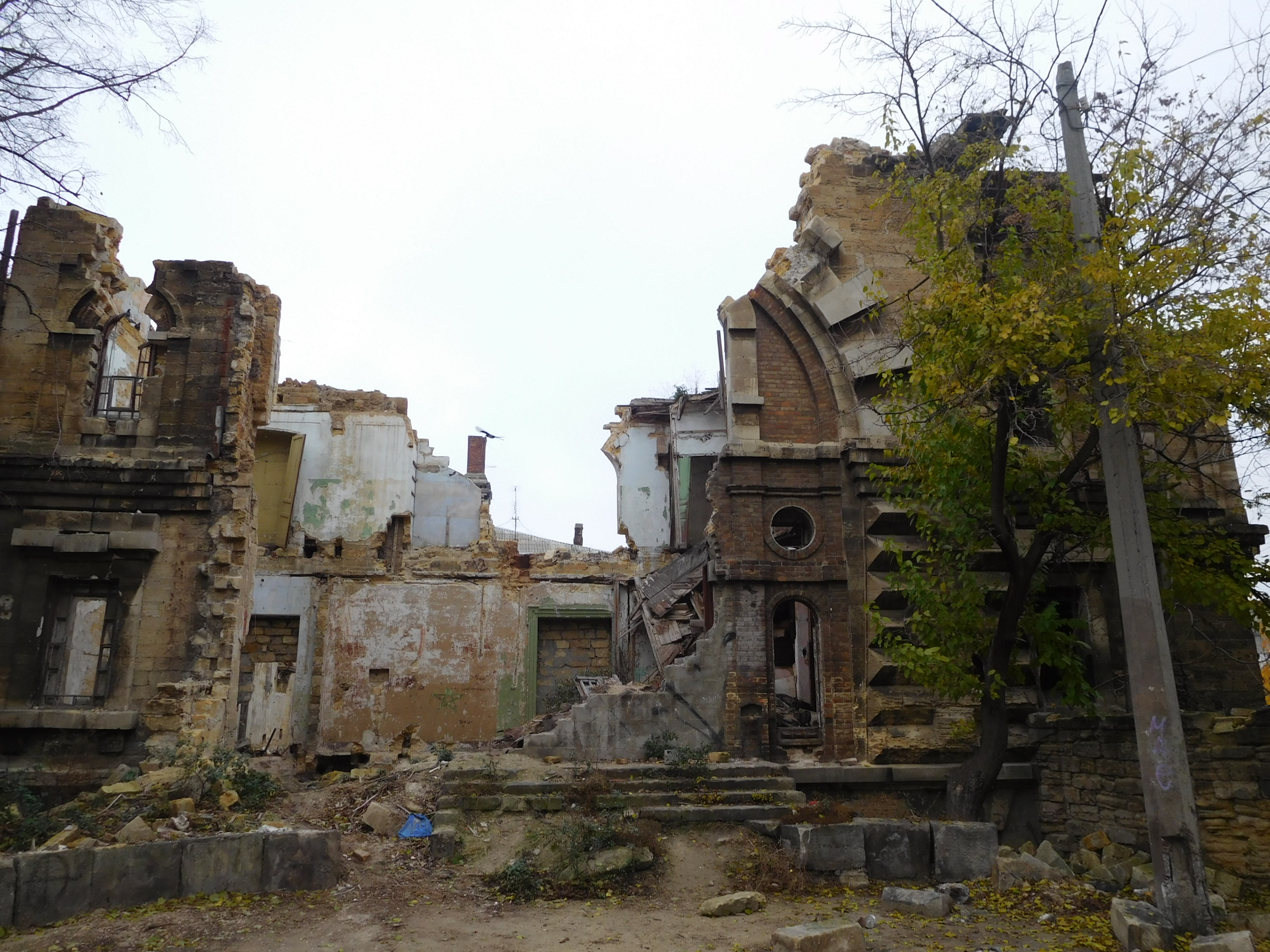
Сучасний вигляд пам'ятки

Будинок одеського відділення Імператорського Російського технічного товариства — пам'ятка архітектури та містобудування в Одесі за адресою вул. Князівська вул., 1, де працювало Одеське відділення Імператорського Російського технічного товариства (ОВІРТТ). Збудований за рекордно коротку добу.

## Історія
Проектування і будівництво будівлі ОВІРТТ було доручено найвидатнішим архітекторам Одеси того часу (які також були членами ОВІРТТ): проект підготував Е. Я. Меснер, будував будинок — О. Й. Бернардацці за участю архітекторів А. Д. Тодорова і Н. К. Толвінського і інженерів П. С. Чеховича і М. М. Дитерихса. Інтер'єри проектував Герман Шеврембрандт, який прикрасив інтер'єри будівлі багатою обробкою (червоне дерево, ліпнина). Будівництво почалося весною 1892 році завершено у тому же році.
У 1901—1902 за проектом архітектора С. А. Ландесмана, будівельником Г. Ф. Лонським, за участю інженерів П. С. Чеховича і В. Б. Орловського, було споруджено будинок Школи будівельної справи при Російському технічному суспільстві або, яка до того займала частину приміщень у будинку ОВІРТТ.
За радянських часів в будівлі ОВІРТТ перебували Інститут рідкісних металів і дослідне виробництво ФХІ АН УРСР. Незважаючи на те, що обидві будівлі мають статус пам'яток архітектури і історії, їх стан погіршувався, і ніяких ефективних дій зроблено не було.
Вже на початку XXI століття зникла металева огорожа палісадника навколо будівлі ОВІРТТ.
До 2012 будівля ОВІРТТ була закинута і поступово руйнувалося. Покрівля була частково зруйнована. Багато елементів декору втрачені.
У серпні 2015 Одеська обласна рада продала будівлю з аукціону компанії «Арт Білдінг Груп» за 1,6 млн гривень. Компанія зобов'язалася відновити архітектурну пам'ятку в автентичному вигляді. Однак зробити це новому власнику не вдалося, так як Одеське обласне управління охорони пам'яток відмовилося підписати охоронний договір, без якого неможливо укласти договір купівлі-продажу. Поки «Арт Білдінг Груп» судилася з Одеською обласною державною адміністрацією 20 липня 2016 року, відбулося повне обвалення фасаду і перекриттів покрівлі.

## Архітектура
Будинок був побудований в стилі історизму, який поступово стає популярним після середини XIX століття. Фасади виконані у бюджетній манері без штукатурки, що набула популярності на півдні України, як аналог цегельного стилю у Центральних та південних губерніях РІ. В оздобленні будинку використані як форми романського стилю та ренесансу, так і псевдоросійського стилю.

## Галерея

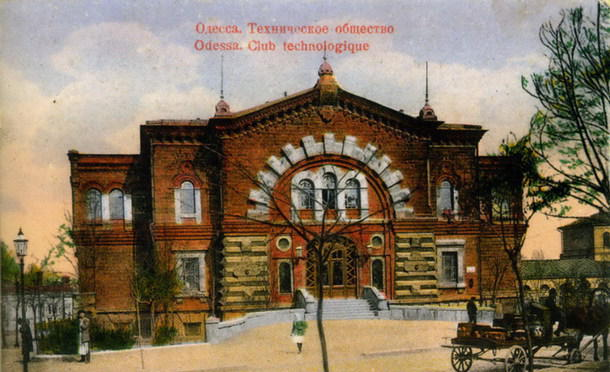
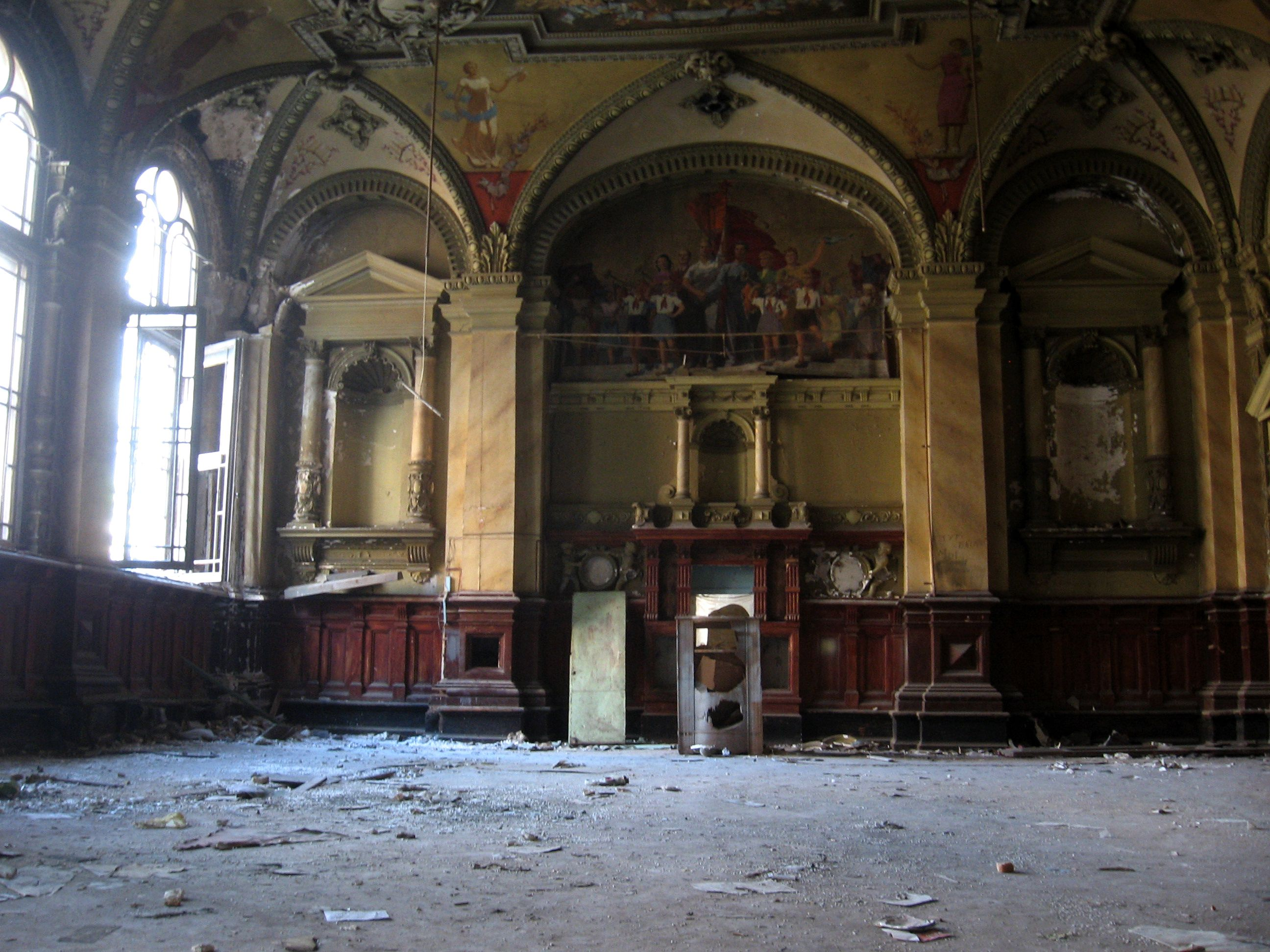
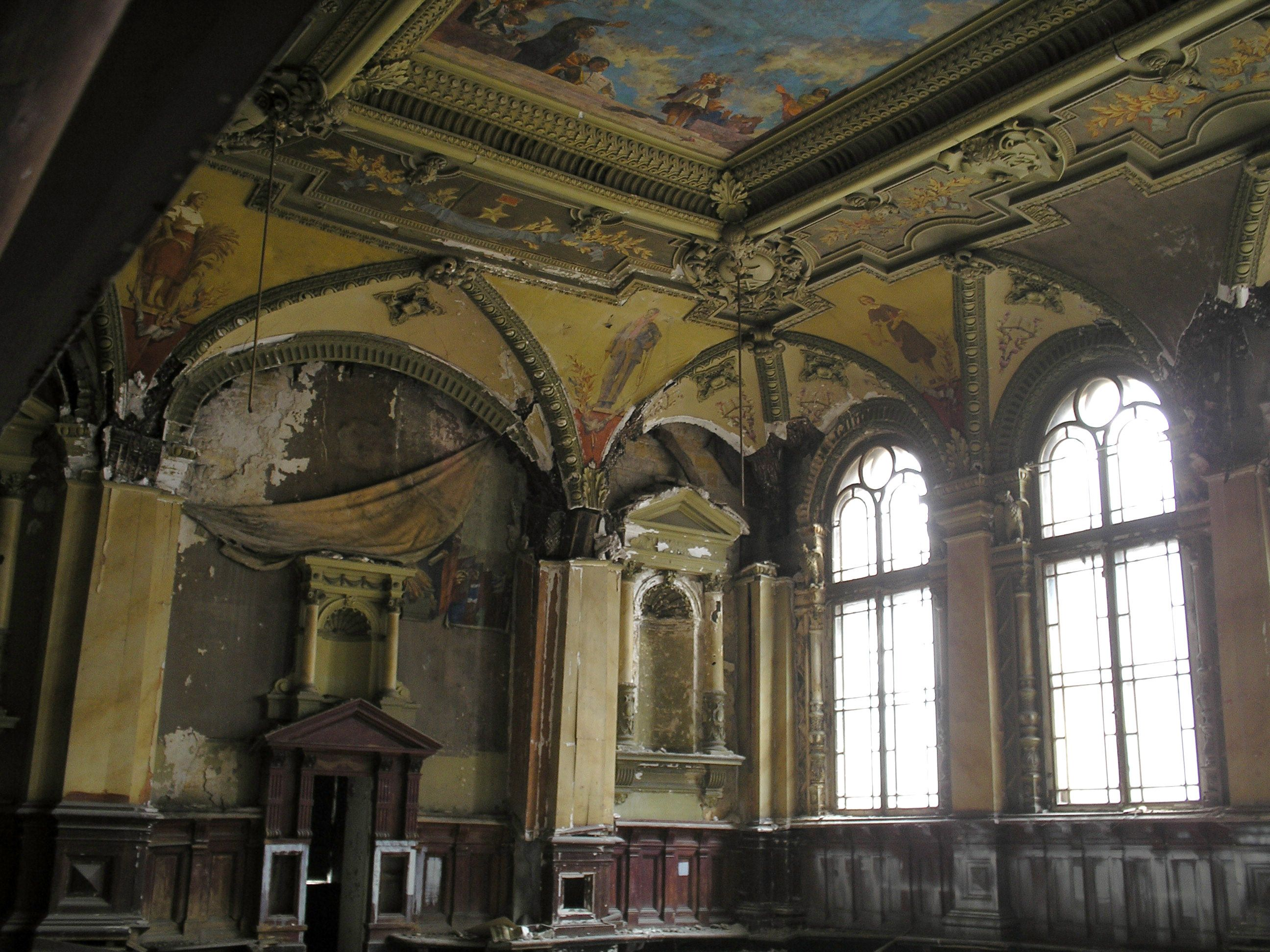
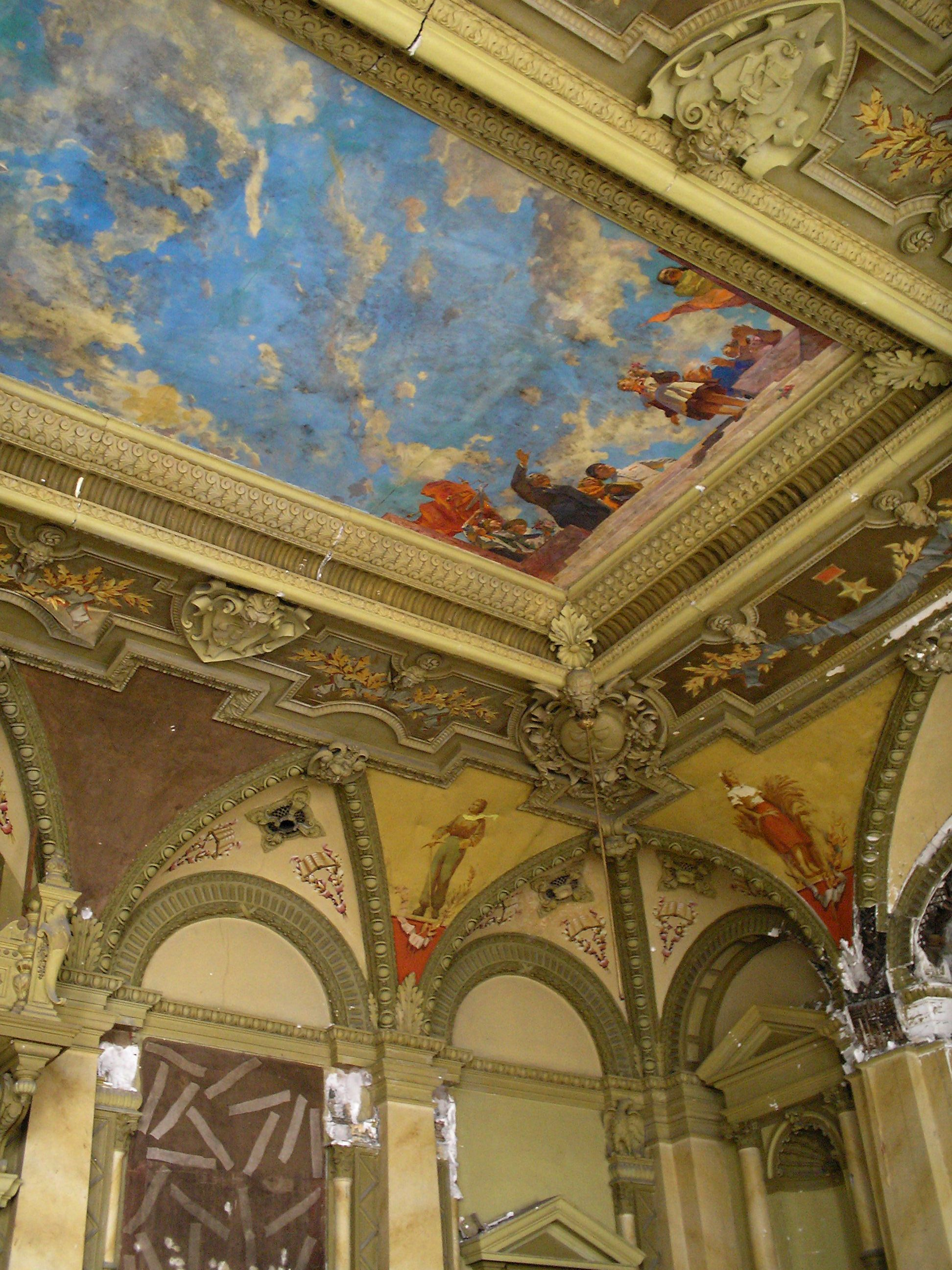
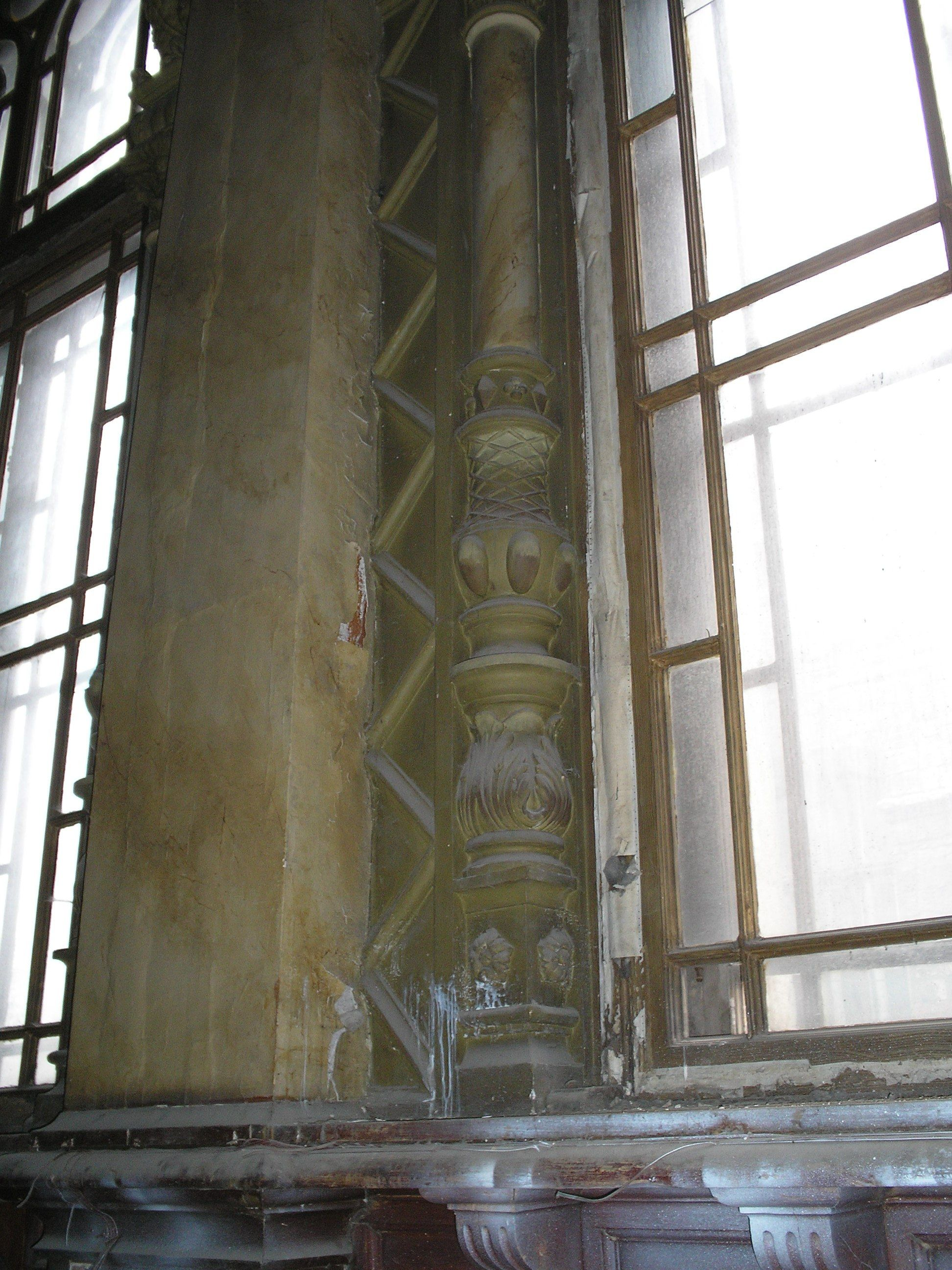
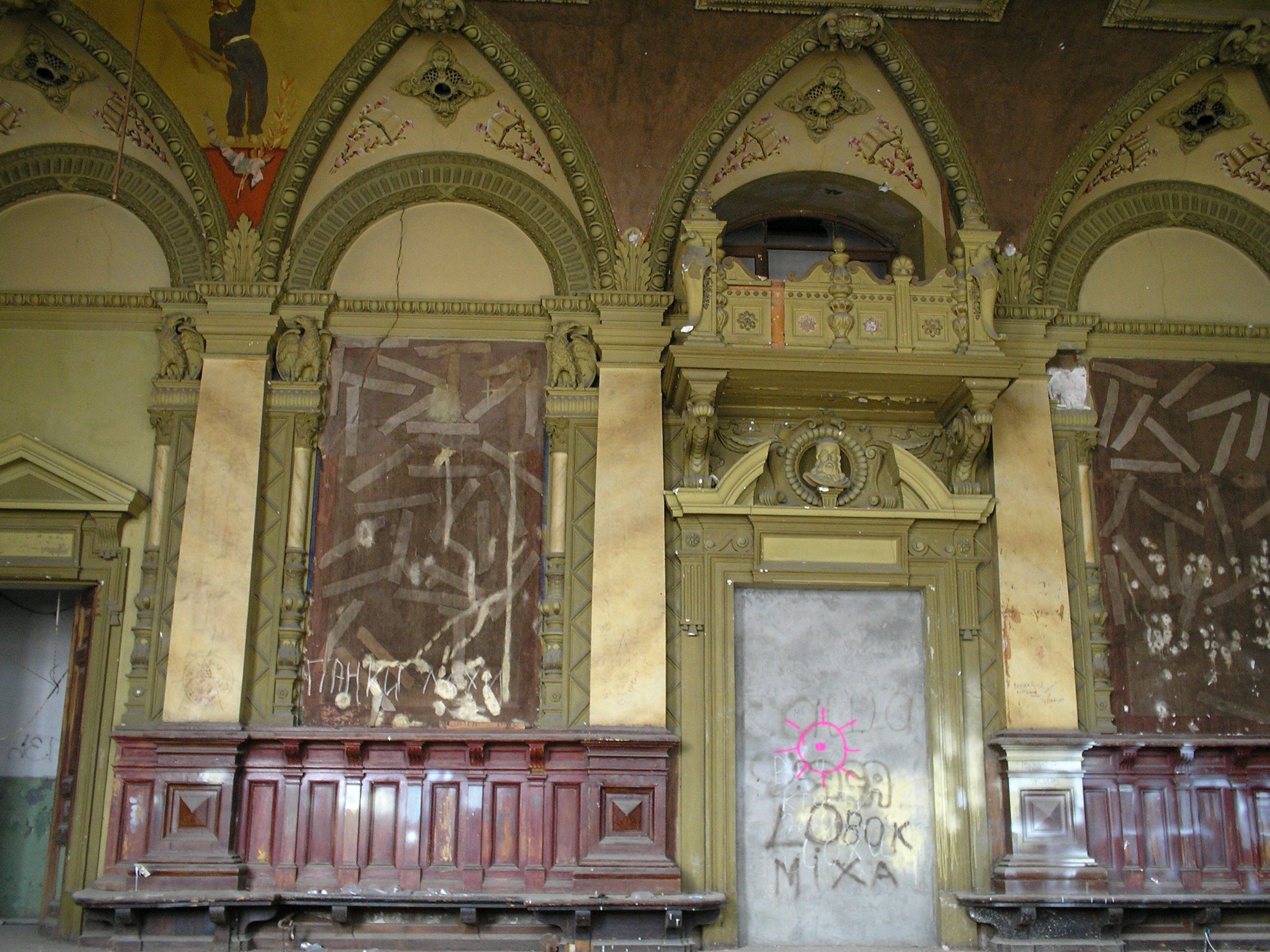
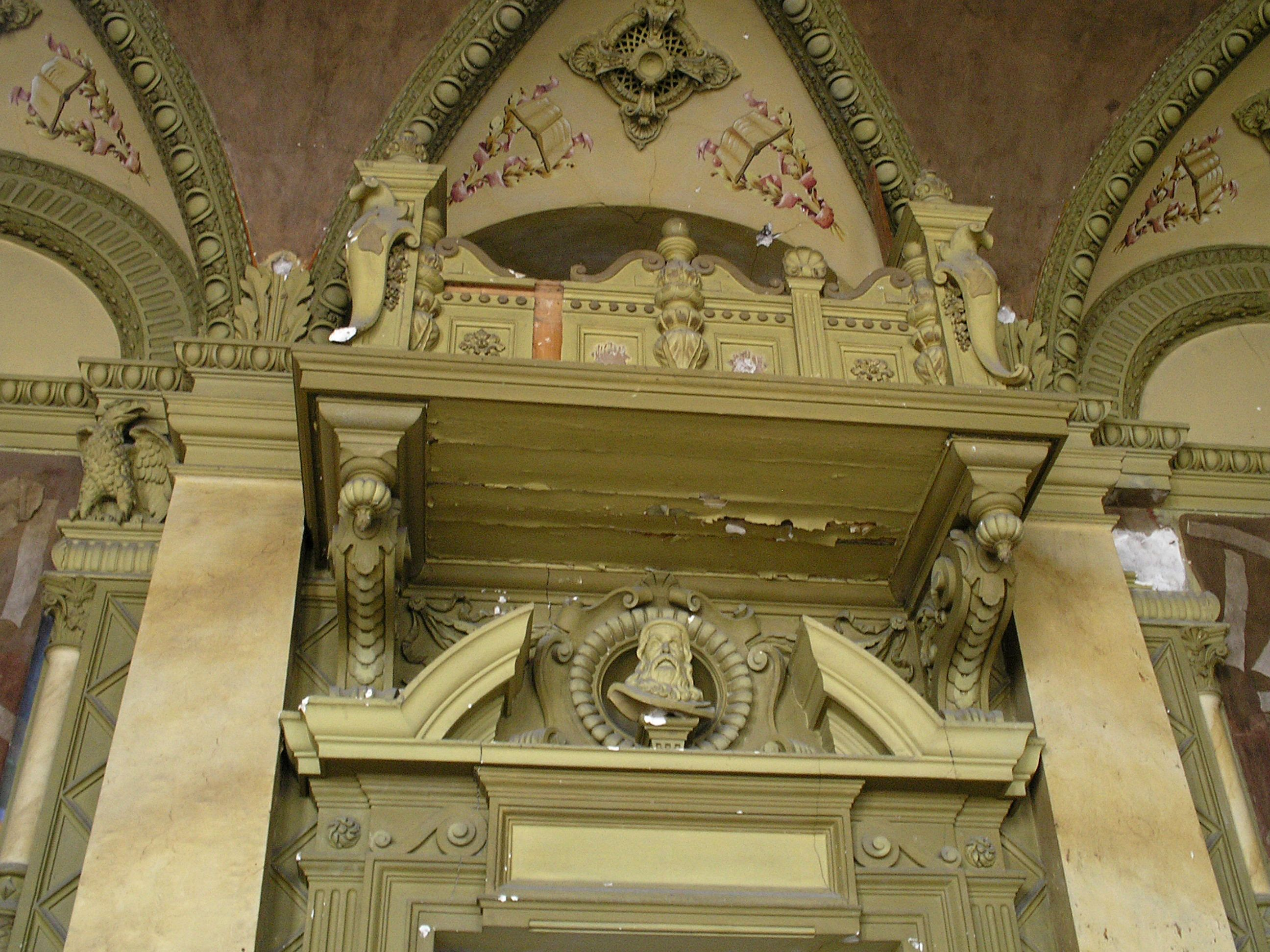
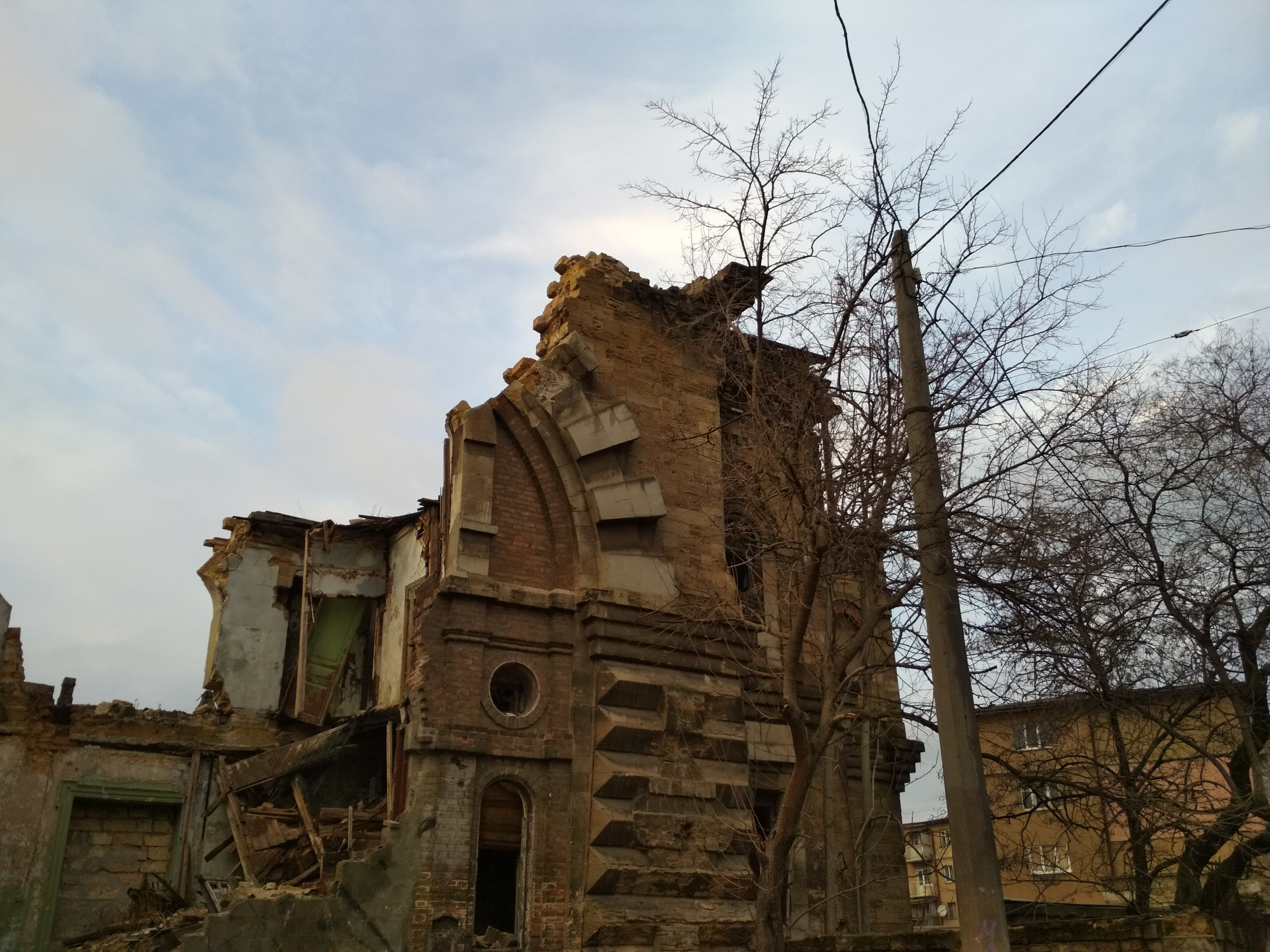
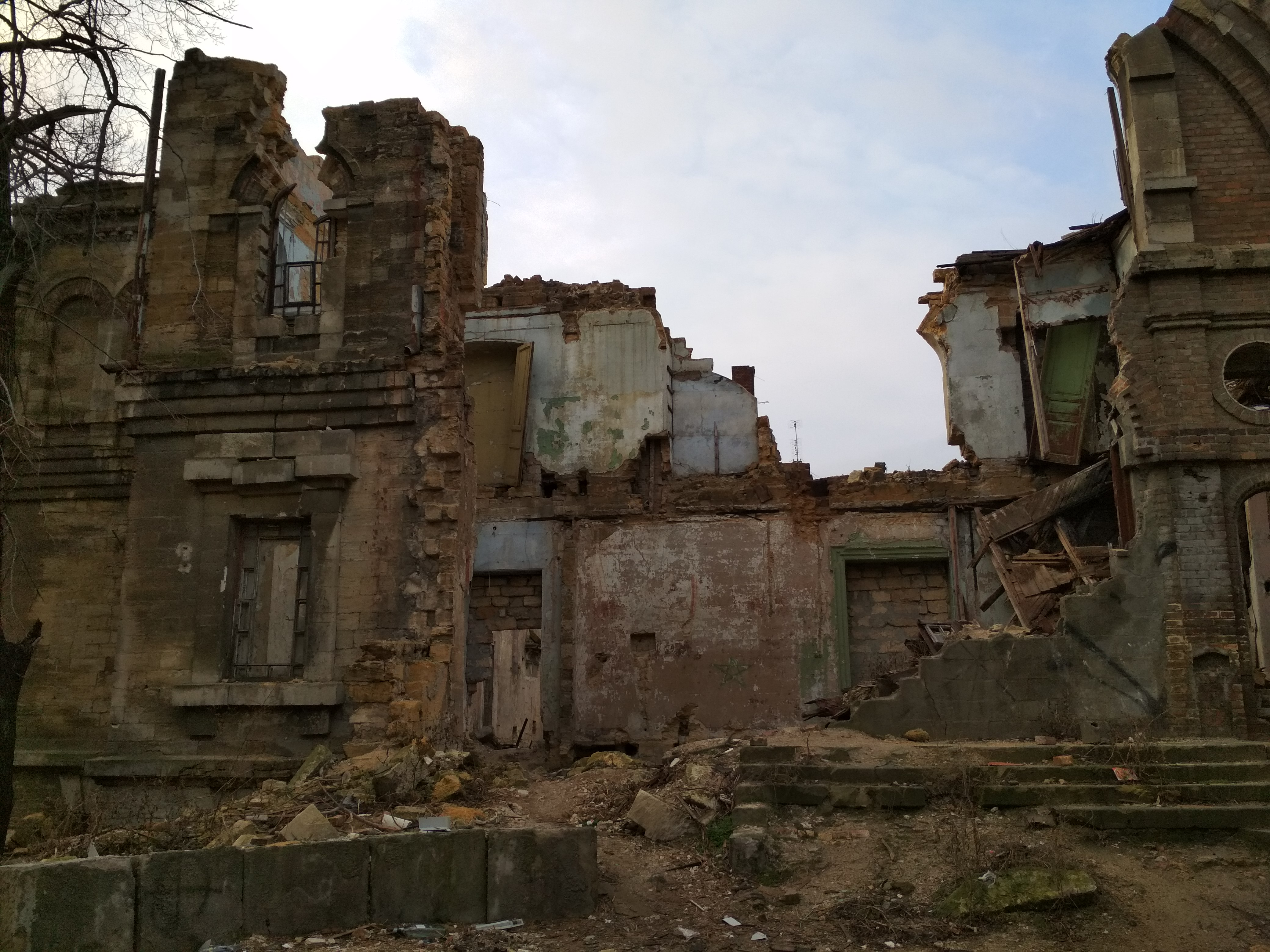